# Mieres (Girona)
Mieres település Spanyolországban, Girona tartományban. Mieres Sant Ferriol, Sant Miquel de Campmajor, Sant Martí de Llémena, Sant Aniol de Finestres és Santa Pau községekkel határos. Lakosainak száma 349 fő (2024).

## Népesség
A település népessége az elmúlt években az alábbi módon változott:
| Lakosok száma | 358  | 1256 | 1043 | 804  | 359  | 356  | 344  | 326  | 318  | 349  |
|               | 1717 | 1887 | 1936 | 1960 | 1986 | 2004 | 2009 | 2014 | 2019 | 2024 |